# Dysdera yguanirae
Dysdera yguanirae là một loài nhện trong họ Dysderidae.
Loài này thuộc chi Dysdera. Dysdera yguanirae được miêu tả năm 1997 bởi Arnedo & Carles Ribera.